# Панкеталь
Панкеталь (нем. Panketal) — община в Германии, в земле Бранденбург.
Входит в состав района Барним. Население составляет 19 132 человека (на 31 декабря 2010 года). Занимает площадь 25,82 км².
Коммуна подразделяется на 2 сельских округа.
| Год  | Население |
| ---- | --------- |
| 2005 | 18 305    |
| 2010 | 19 179    |

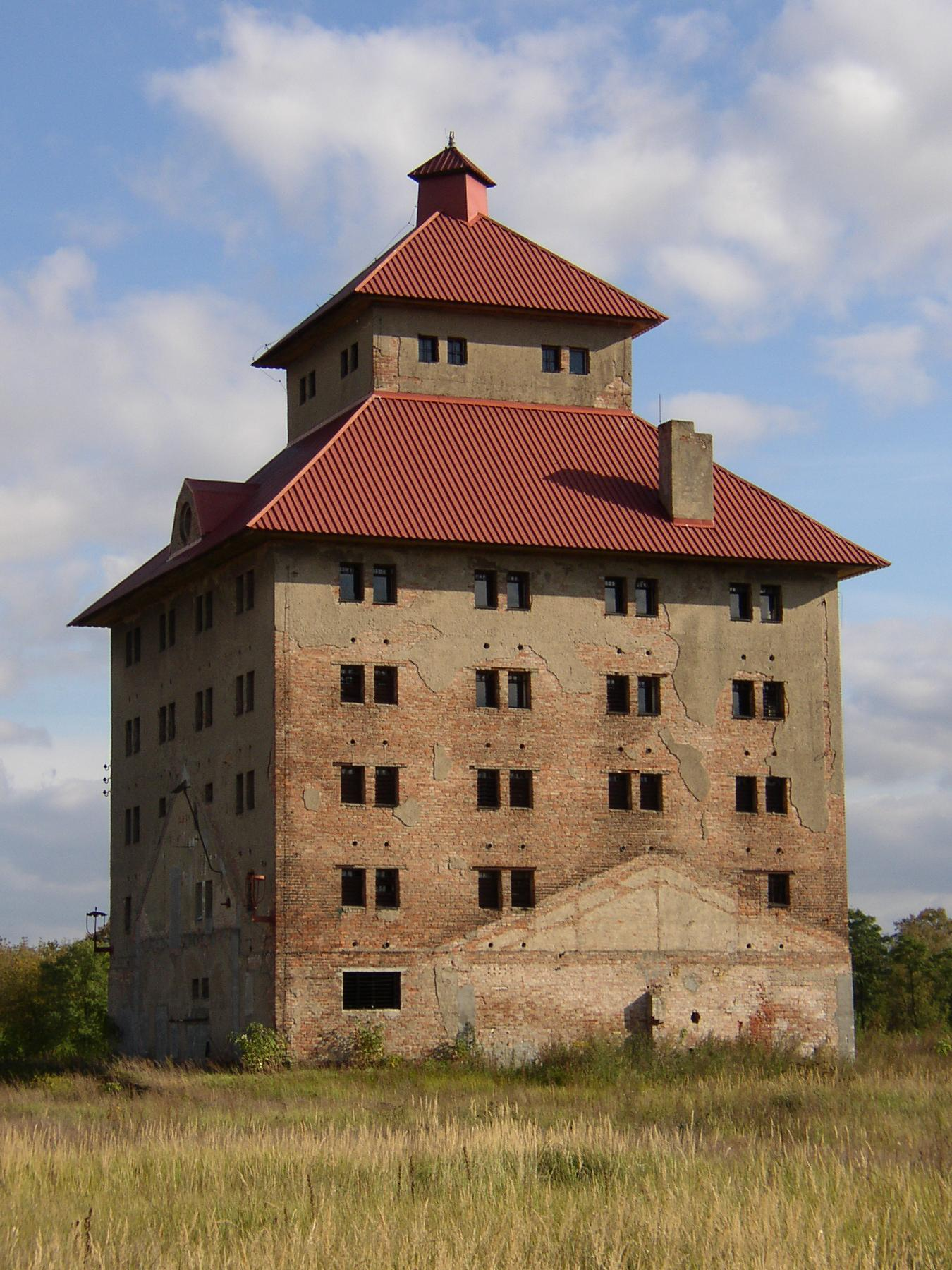
Зернохранилище
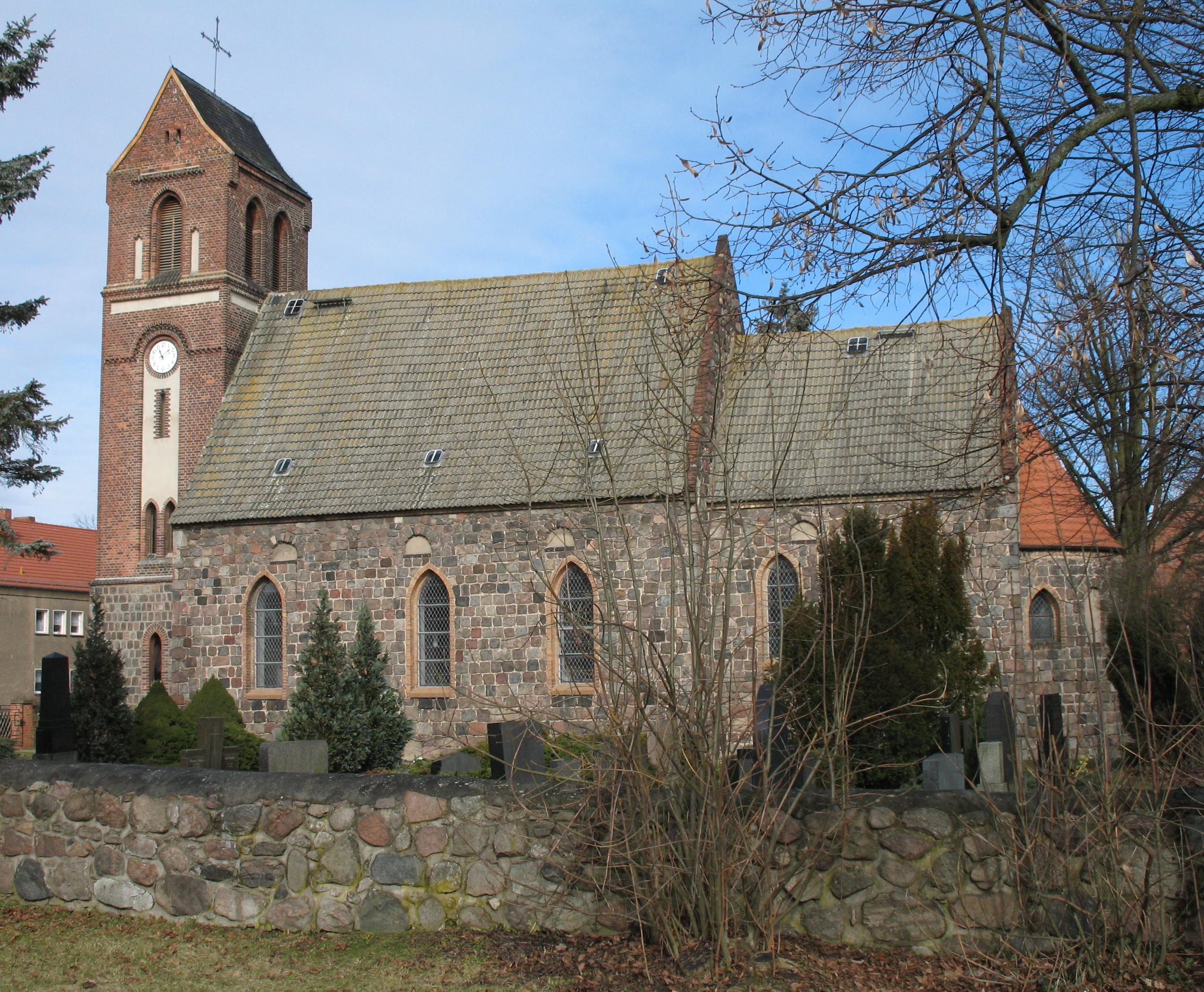
Кирха Шванибека
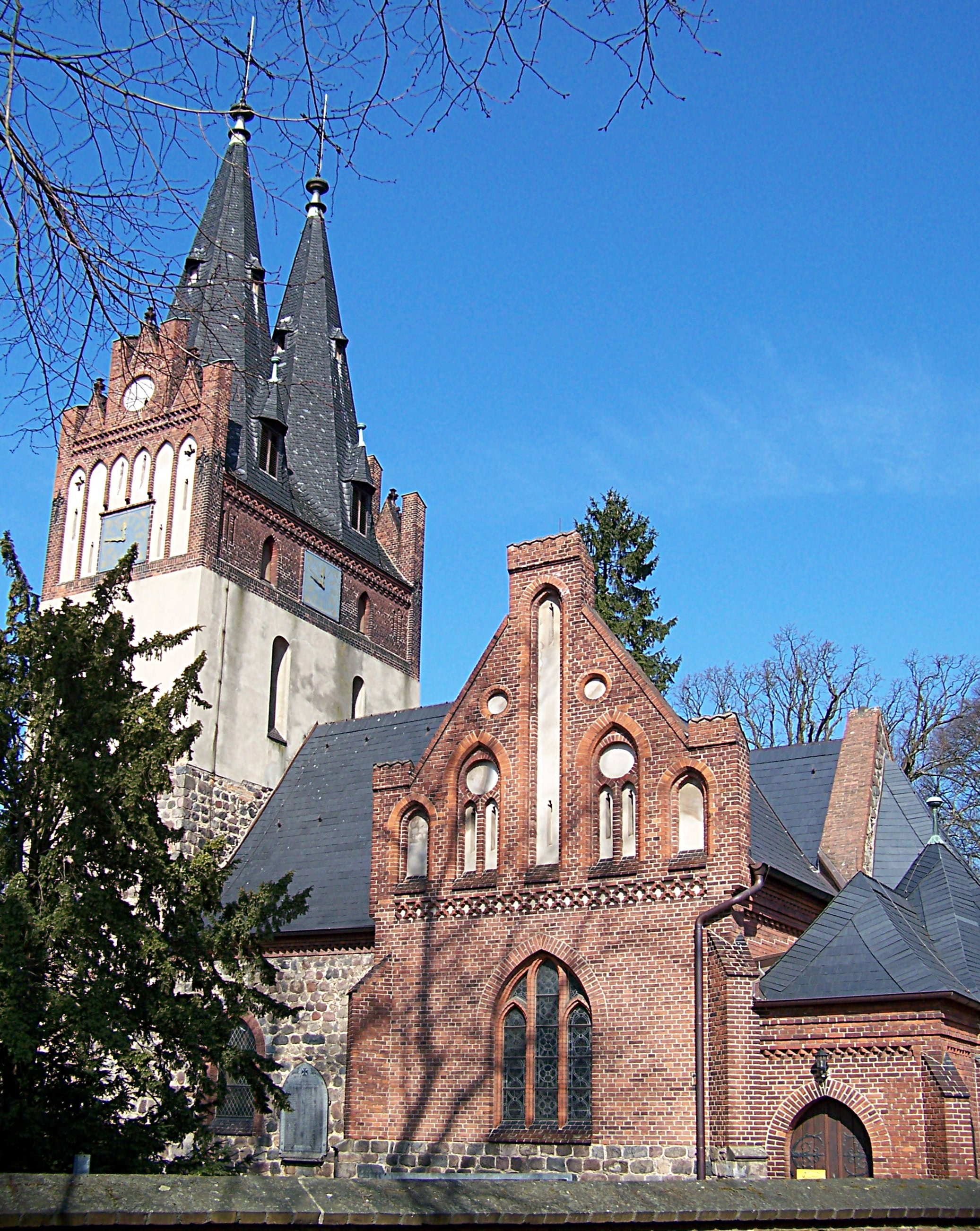
Кирха Цеперника
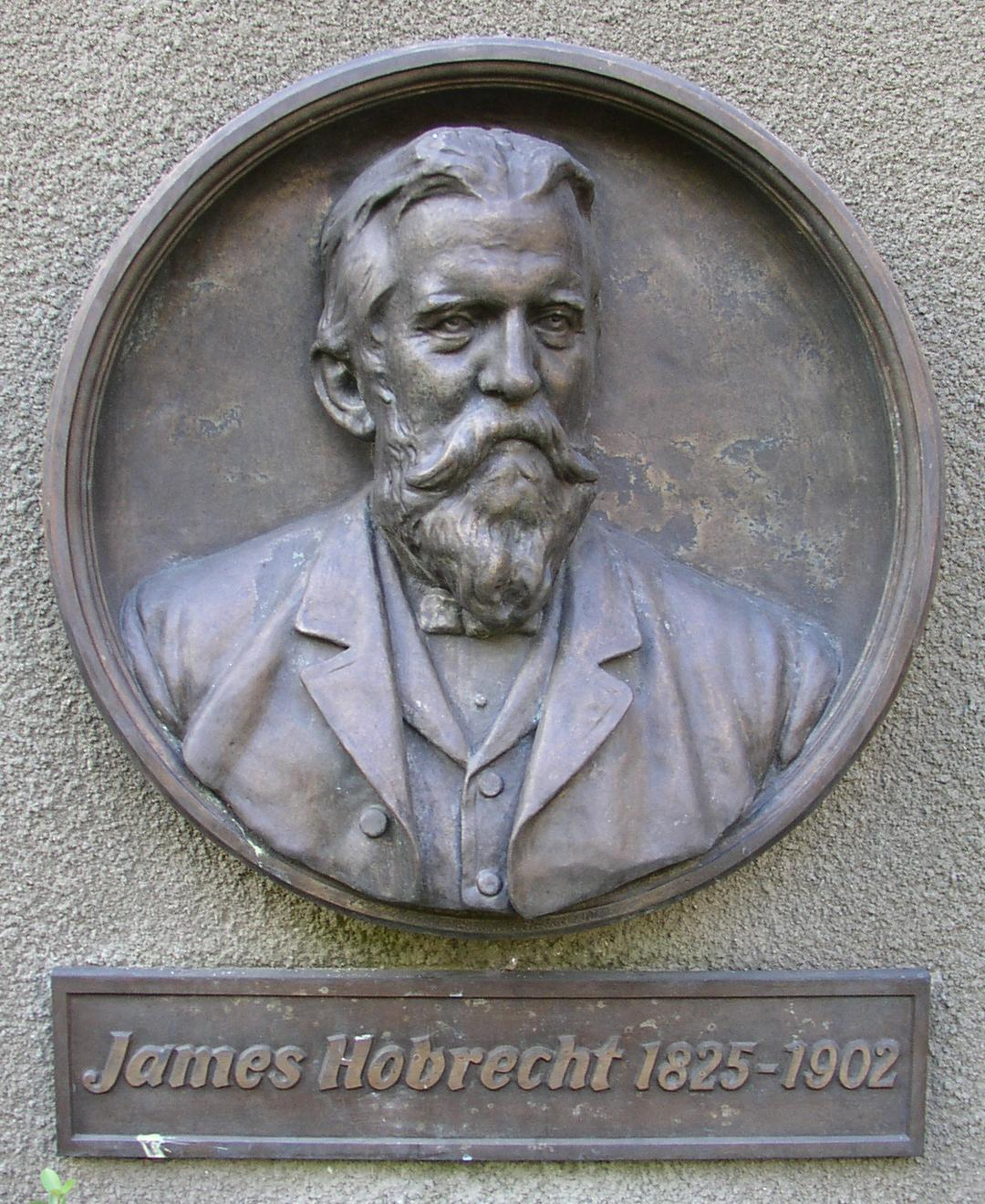
Мемориальная доска Джеймса Хобрехта
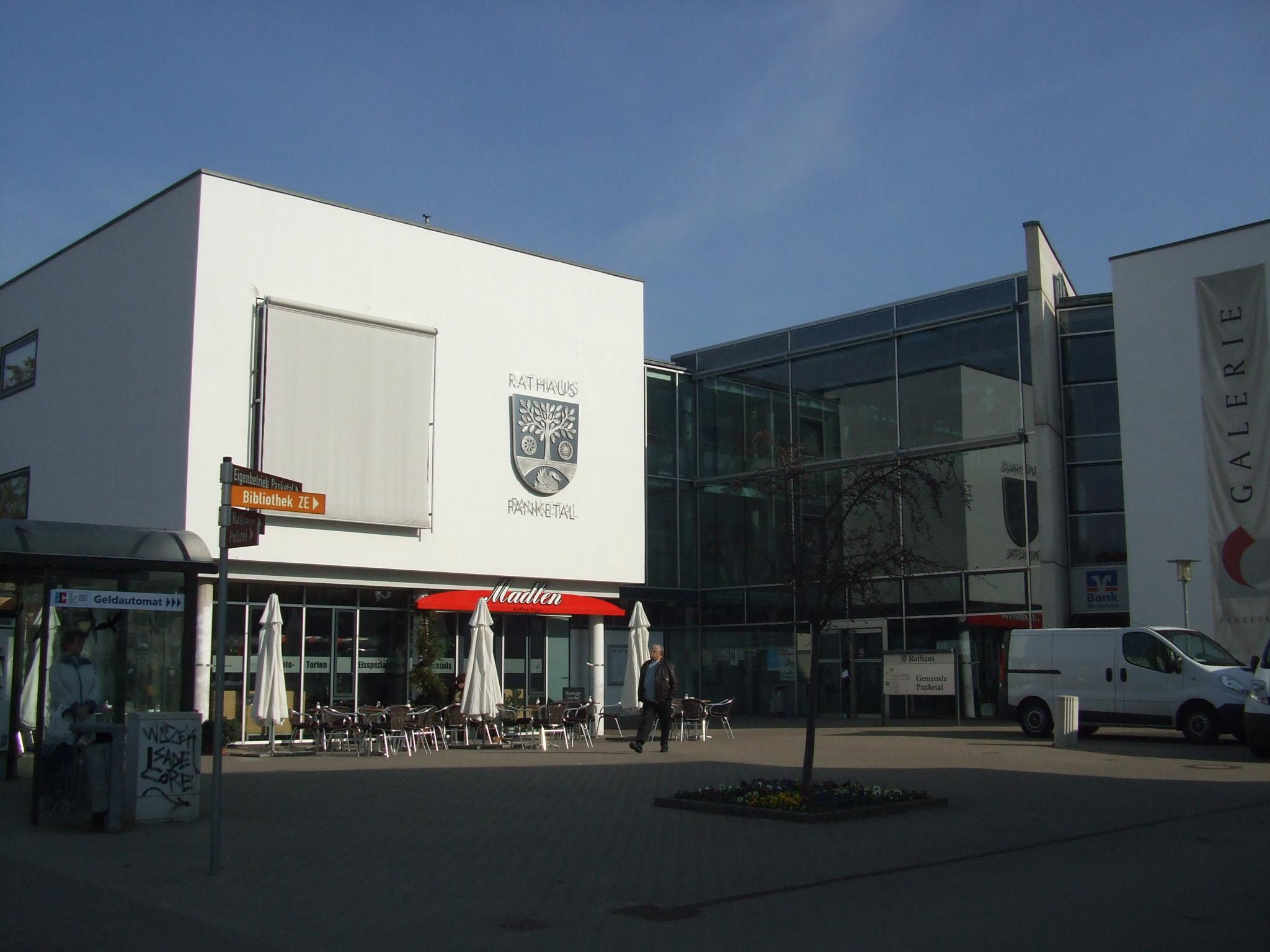
Панкеталь